# Liste der Nummer-eins-Hits in Mexiko (2010)
Diese Liste der Nummer-eins-Hits basiert auf den offiziellen mexikanischen Albumcharts im Jahr 2010, die durch AMPROFON, die nationale Landesgruppe der IFPI, ermittelt werden. 

## Singles
| ← 2009 ← | Liste der Nummer-eins-Hits in Mexiko | Liste der Nummer-eins-Hits in Mexiko | Liste der Nummer-eins-Hits in Mexiko                                     | 2011 →                    |
| \| Zeitraum \| Wo. ges. \| Interpret \| Titel Autor(en) \| Zusätzliche Informationen \| \| (Zeitraum, Wochen auf Platz eins, Interpret, Titel, Autor[en], zusätzliche Informationen) \| \| \| \| \| \| ----------------------------------------------------------------------------------------- \| -------- \| ------------------------------ \| ------------------------------------------------------------------------ \| ------------------------- \| \| 26. Dezember 2009 – 1. Januar 2010 1 Woche \| 1 \| Alejandro Fernández \| Se me va la voz Roy Tavaré \| – \| \| 2. Januar 2010 – 22. Januar 2010 3 Wochen (insgesamt 5) \| 5 \| Carlos Baute con Marta Sánchez \| Colgando en tus manos Carlos Roberto Baute Jiménez \| – \| \| 23. Januar 2010 – 29. Januar 2010 1 Woche \| 1 \| Yuridia \| Irremediable Julio Ramirez Eguía, Ana Mónica Vélez Solano, Ettore Grenci \| – \| \| 30. Januar 2010 – 12. Februar 2010 2 Wochen (insgesamt 5) \| 5 \| Carlos Baute con Marta Sánchez \| Colgando en tus manos Carlos Roberto Baute Jiménez \| – \| \| 13. Februar 2010 – 5. März 2010 3 Wochen \| 3 \| Camila \| Mientes Mario Alberto Domínguez Zarzar, Ana Mónica Vélez Solano \| – \| |                                      |                                      |                                                                          |                           |
| ← 2009 |                                      |                                      |                                                                          | → 2011 →                  |
| Zeitraum | Wo. ges.                             | Interpret                            | Titel Autor(en)                                                          | Zusätzliche Informationen |
| (Zeitraum, Wochen auf Platz eins, Interpret, Titel, Autor[en], zusätzliche Informationen) |                                      |                                      |                                                                          |                           |
| 26. Dezember 2009 – 1. Januar 2010 1 Woche | 1                                    | Alejandro Fernández                  | Se me va la voz Roy Tavaré                                               | –                         |
| 2. Januar 2010 – 22. Januar 2010 3 Wochen (insgesamt 5) | 5                                    | Carlos Baute con Marta Sánchez       | Colgando en tus manos Carlos Roberto Baute Jiménez                       | –                         |
| 23. Januar 2010 – 29. Januar 2010 1 Woche | 1                                    | Yuridia                              | Irremediable Julio Ramirez Eguía, Ana Mónica Vélez Solano, Ettore Grenci | –                         |
| 30. Januar 2010 – 12. Februar 2010 2 Wochen (insgesamt 5) | 5                                    | Carlos Baute con Marta Sánchez       | Colgando en tus manos Carlos Roberto Baute Jiménez                       | –                         |
| 13. Februar 2010 – 5. März 2010 3 Wochen | 3                                    | Camila                               | Mientes Mario Alberto Domínguez Zarzar, Ana Mónica Vélez Solano          | –                         |

## Alben
| ← 2009 ← | Liste der Nummer-eins-Hits in Mexiko | Liste der Nummer-eins-Hits in Mexiko | Liste der Nummer-eins-Hits in Mexiko            | 2011 →                    |
| \| Zeitraum \| Wo. ges. \| Interpret \| Titel \| Zusätzliche Informationen \| \| (Zeitraum, Wochen auf Platz eins, Interpret, Titel, zusätzliche Informationen) \| \| \| \| \| \| ------------------------------------------------------------------------------ \| -------- \| ------------------------------- \| ----------------------------------------------- \| ------------------------- \| \| 50. Woche 2009 – 2. Woche 2010 6 Wochen \| 6 \| Alejandro Fernández \| Dos mundos: Evolución \| – \| \| 3. Woche 1 Woche (insgesamt 8) \| 8 \| Thalía \| Primera fila \| – \| \| 4.–5. Woche 2 Wochen \| 2 \| Kalimba \| Amar y querer: Homenaje a las grandes canciones \| – \| \| 6. Woche 1 Woche \| 1 \| Nick Jonas & the Administration \| Who I Am \| – \| \| 7. Woche 1 Woche (insgesamt 8) \| 8 \| Camila \| Dejarte de amar \| – \| \| 8. Woche 1 Woche \| 1 \| Bunbury \| Las consecuencias \| – \| \| 9. Woche 1 Woche (insgesamt 8) \| 8 \| Camila \| Dejarte de amar \| – \| \| 10. Woche 1 Woche (insgesamt 6) \| 6 \| Chayanne \| No hay imposibles \| – \| \| 11.–13. Woche 3 Wochen (insgesamt 8) \| 8 \| Camila \| Dejarte de amar \| – \| \| 14. Woche 1 Woche \| 1 \| Madonna \| Sticky & Sweet Tour \| – \| \| 15.–16. Woche 2 Wochen (insgesamt 8) \| 8 \| Camila \| Dejarte de amar \| – \| \| 17.–22. Woche 6 Wochen (insgesamt 8) \| 8 \| Thalía \| Primera fila \| – \| \| 23.–27. Woche 5 Wochen \| 5 \| Pesado \| Desde la cantina vol. II \| – \| \| 28.–30. Woche 3 Wochen (insgesamt 5) \| 5 \| Enrique Iglesias \| Euphoria \| – \| \| 31. Woche 1 Woche (insgesamt 8) \| 8 \| Camila \| Dejarte de amar \| – \| \| 32.–33. Woche 2 Wochen (insgesamt 5) \| 5 \| Enrique Iglesias \| Euphoria \| – \| \| 34. Woche 1 Woche \| 1 \| Iron Maiden \| The Final Frontier \| – \| \| 35.–36. Woche 2 Wochen \| 2 \| Ricardo Arjona \| Poquita ropa \| – \| \| 37.–38. Woche 2 Wochen \| 2 \| Luis Miguel \| Luis Miguel \| – \| \| 40.–42. Woche 3 Wochen \| 3 \| OV7 \| Primera fila (en vivo) \| – \| \| 43.–45. Woche 3 Wochen \| 3 \| Shakira \| Sale el sol \| – \| \| 46. Woche 1 Woche \| 1 \| Dulce María \| Extranjera \| – \| \| 47. Woche 1 Woche \| 1 \| María José \| Amante de lo bueno \| – \| \| 48. Woche 1 Woche \| 1 \| Panda \| Unplugged \| – \| \| 49. Woche 2010 – 3. Woche 2011 7 Wochen (insgesamt 15) \| 15 \| Cristian Castro \| Viva el príncipe \| – \| |                                      |                                      |                                                 |                           |
| ← 2009 |                                      |                                      |                                                 | → 2011 →                  |
| Zeitraum | Wo. ges.                             | Interpret                            | Titel                                           | Zusätzliche Informationen |
| (Zeitraum, Wochen auf Platz eins, Interpret, Titel, zusätzliche Informationen) |                                      |                                      |                                                 |                           |
| 50. Woche 2009 – 2. Woche 2010 6 Wochen | 6                                    | Alejandro Fernández                  | Dos mundos: Evolución                           | –                         |
| 3. Woche 1 Woche (insgesamt 8) | 8                                    | Thalía                               | Primera fila                                    | –                         |
| 4.–5. Woche 2 Wochen | 2                                    | Kalimba                              | Amar y querer: Homenaje a las grandes canciones | –                         |
| 6. Woche 1 Woche | 1                                    | Nick Jonas & the Administration      | Who I Am                                        | –                         |
| 7. Woche 1 Woche (insgesamt 8) | 8                                    | Camila                               | Dejarte de amar                                 | –                         |
| 8. Woche 1 Woche | 1                                    | Bunbury                              | Las consecuencias                               | –                         |
| 9. Woche 1 Woche (insgesamt 8) | 8                                    | Camila                               | Dejarte de amar                                 | –                         |
| 10. Woche 1 Woche (insgesamt 6) | 6                                    | Chayanne                             | No hay imposibles                               | –                         |
| 11.–13. Woche 3 Wochen (insgesamt 8) | 8                                    | Camila                               | Dejarte de amar                                 | –                         |
| 14. Woche 1 Woche | 1                                    | Madonna                              | Sticky & Sweet Tour                             | –                         |
| 15.–16. Woche 2 Wochen (insgesamt 8) | 8                                    | Camila                               | Dejarte de amar                                 | –                         |
| 17.–22. Woche 6 Wochen (insgesamt 8) | 8                                    | Thalía                               | Primera fila                                    | –                         |
| 23.–27. Woche 5 Wochen | 5                                    | Pesado                               | Desde la cantina vol. II                        | –                         |
| 28.–30. Woche 3 Wochen (insgesamt 5) | 5                                    | Enrique Iglesias                     | Euphoria                                        | –                         |
| 31. Woche 1 Woche (insgesamt 8) | 8                                    | Camila                               | Dejarte de amar                                 | –                         |
| 32.–33. Woche 2 Wochen (insgesamt 5) | 5                                    | Enrique Iglesias                     | Euphoria                                        | –                         |
| 34. Woche 1 Woche | 1                                    | Iron Maiden                          | The Final Frontier                              | –                         |
| 35.–36. Woche 2 Wochen | 2                                    | Ricardo Arjona                       | Poquita ropa                                    | –                         |
| 37.–38. Woche 2 Wochen | 2                                    | Luis Miguel                          | Luis Miguel                                     | –                         |
| 40.–42. Woche 3 Wochen | 3                                    | OV7                                  | Primera fila (en vivo)                          | –                         |
| 43.–45. Woche 3 Wochen | 3                                    | Shakira                              | Sale el sol                                     | –                         |
| 46. Woche 1 Woche | 1                                    | Dulce María                          | Extranjera                                      | –                         |
| 47. Woche 1 Woche | 1                                    | María José                           | Amante de lo bueno                              | –                         |
| 48. Woche 1 Woche | 1                                    | Panda                                | Unplugged                                       | –                         |
| 49. Woche 2010 – 3. Woche 2011 7 Wochen (insgesamt 15) | 15                                   | Cristian Castro                      | Viva el príncipe                                | –                         |